# Sport Club Municipal Universitatea Craiova (pallacanestro)
Lo Sport Club Municipal Universitatea Craiova (più comunemente noto come Universitatea Craiova) è una squadra di pallacanestro della città di Craiova in Romania. Milita in Liga Națională, la massima divisione del campionato di pallacanestro rumeno.

## Storia
L' Universitatea Craiova è stato fondato nel 2003 ma dal 2004 al 2007 non ha preso parte ad alcun campionato. Nel corso della sua breve storia ha cambiato denominazione più volte (CSU Craiova e SCM CSU Craiova) e ha raggiunto la massima divisione nel 2012. Da allora non ha più abbandonato la categoria sebbene non abbia ancora vinto alcun trofeo. Nella stagione 2013/14 ha preso parte anche alla Balkan International Basketball League senza però ottenere grandi risultati.